# Хајдук са друге стране
Хајдук са друге стране је роман за децу савременог српског дечјег књижевника Градимира Стојковића објављена 1991. године у издању издавачке куће Култура из Београда. Роман је од првог издања доживео још многа издања.

## О писцу
Градимир Стојковић је рођен у банатском селу Мраморак, 3. марта 1947. године. Живео је у Вршцу и Панчеву, а данас живи и ствара у Београду. Студирао на Факултету политичких наука (журналистику) и Педагошко-техничком факултету. Градимир Стојковић је књижевник, био запослен у библиотеци „Лаза Костић” у Библиотеци града Београда. Добитник је многих значајних књижевних награда. Све књиге су доживеле више издања. Песме и приче су му преведене на енглески, француски, немачки, италијански, руски, словачки, бугарски, румунски, мадјарски, македонски и словеначки језик.

## О књизи
Књига Хајдук са друге стране је пети део, и трећа написана књига од девет о Глигорију Пецикози Хајдуку. Серијал је скуп прича о одрастању, уклапању и о недоумицама младих, који у себи носи универзалне поруке о пријатељству и заједништву.

## Радња
У роману Хајдук са друге стране Глигорије Пецикоза Хајдук се враћа у своју основну школу, као професор биологије. Овог пута са друге стране катедре. Сада је разредни старешина, седми по реду, одељењу VIII-5, које је на лошем гласу код осталих професора. Све се понавља, и сукоби, хумор, везе, разочарења,... али сада главни јунак то посматра из свог угла, одраслог човека.
На Хајдуку је велики задатак, који захтева пуно стрпљења и умећа. Заљубљује се у младу колегиницу Уну, која му помаже да се зближи са својим новим одељењем и стекне њихово поверење. Хајдук је на крају успео да придобије своје ђаке и успешно заврши школску годину. У срцима својих ученика је остао као њихов најомиљенији наставник, а пре свега као њихов друг.

## Главни ликови
- Глигорије Хајдук
- Уна
- Директорка школе
- Унуковић Зоран
- Тутуновић Милан
- Јелена Перић
- Весна
- Роберта
- Хајдукова баба

## Награде
| Година | Награда                                           |
| ------ | ------------------------------------------------- |
| 1991.  | Награда за најбоље књижевно дело за децу „Невен”. |